# Roaschia
Roaschia (piemontiul: Roas-cia, okcitánul: Rouascha) település Olaszországban, Piemont régióban, Cuneo megyében. Lakosainak száma 93 fő (2023. január 1.). Roaschia Entracque, Robilante, Roccavione, Valdieri és Vernante községekkel határos.

## Népesség
A település lakossága az elmúlt években az alábbi módon változott:
| Lakosok száma | 104  | 105  | 93   |
|               | 2017 | 2018 | 2023 |